# سمسرای علیا
سمسرای علیا ، روستایی است از توابع بخش نصرآباد و در شهرستان تربت جام استان خراسان رضوی ایران.

## جمعیت
این روستا در دهستان بالاجام قرار داشته و بر اساس سرشماری سال ۱۳۸۵ جمعیت آن (۳۱خانوار) ۱۱۹نفر 
بوده است.

## منبع
1. ↑  «درگاه ملی آمار». بایگانی‌شده از اصلی در ۸ اکتبر ۲۰۰۷. دریافت‌شده در ۱۳ ژوئیه ۲۰۰۸.